# Мукси

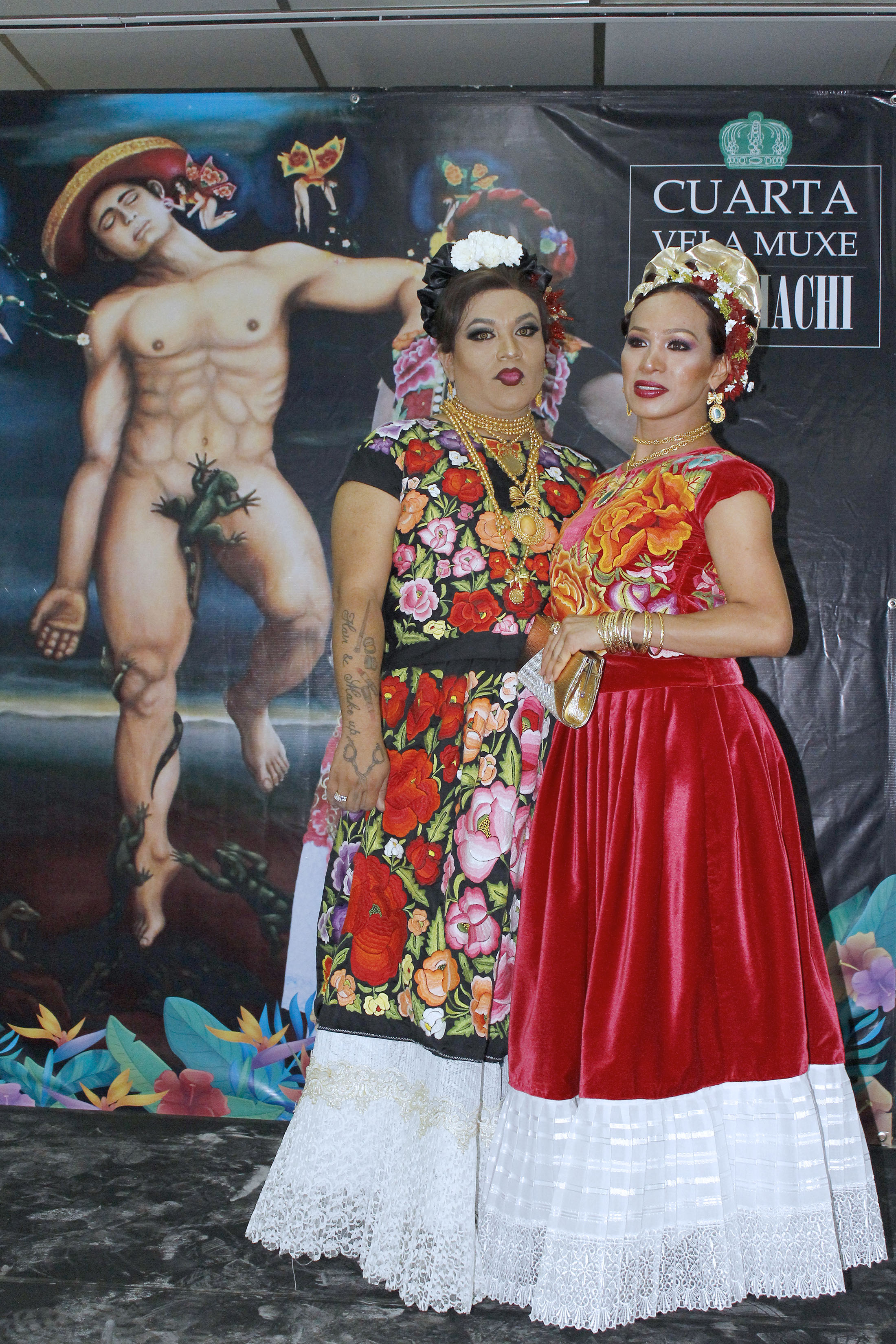
Два мукса в La Vela Muxe Guuchachi на празднике в Оахаке, Мексика

Мукси или муши (исп. ед. ч. _muxe_ [ˈmuʃe], мн. ч. _muxes_) — это люди, рождённые в мужском теле, которые берут на себя социальные роли и гендерную идентичность, традиционно считающиеся женскими, в культуре сапотеков Оахаки (Южная Мексика). Они рассматриваются как третий пол в рамках сапотекской культуры.

## Этимология и происхождение
Считается, что слово muxe происходит от испанского слова, означающего «женщина», mujer. В XVI веке буква x имела звук, похожий на «ш».
Традиция третьего пола у сапотеков восходит к доколумбовым временам и засвидетельствована летописцами XVII века. Ядром культуры сапотеков была семья, организованная по системе, аналогичной матриархату. Мужчины отвечали за охоту, обработку земли и принятие политических решений, в то время как женщины контролировали деловые и экономические решения. Мукс мог участвовать в принятии решений, обычно закрепленных за женщинами в семье. Некоторые мукси образовывали моногамные пары с мужчинами, другие жили группами, а третьи женились на женщинах и имели детей.

## Гендер и идентичность в культуре сапотеков
В отличие от большинства метисов Мексики, на перешейке Теуантепек проживает преимущественно сапотекское население — один из коренных народов страны. Широко известно, что муксы сталкиваются там с меньшей враждебностью, чем гомосексуальные люди, женоподобные мужчины и транс-женщины в других местах Мексики. По оценкам одного исследования, в начале 1970-х годов 6 процентов мужчин в общине сапотеков перешейка были муксами. Другие общины сапотеков за пределами перешейка имеют аналогичные третьи гендерные роли, такие как бизаахи из Теотитлан-дель-Валье.
Некоторые мукси женятся на женщинах и заводят детей, в то время как другие выбирают мужчин в качестве сексуальных или романтических партнёров. По словам антрополога Линна Стивена, мукс «может выполнять определённые виды женской работы, такие как вышивка или украшение домашних алтарей, но другие выполняют и мужскую работу по изготовлению украшений». Мукси могут быть vestidas («одетый», то есть носящий женскую одежду) или pintadas («окрашенный», то есть носящий мужскую одежду и макияж).
В современной культуре сапотеков говорится о различиях, связанных с их социальным статусом. Мукси в деревенских общинах уважаемы и не могут быть унижены, в то время как в более крупных западных городах они могут столкнуться с дискриминацией, особенно со стороны мужчин; из-за отношения, привнесенного католицизмом. Мукси, как правило, принадлежат к более бедным классам общества. Гендерные различия и однополые желания в богатых сообществах региона, скорее всего, относятся к более западной таксономии геев, бисексуалов и трансгендеров. Такие люди также вероятно остаются «в шкафу». Несмотря на это, мукси традиционно ассоциировались с удачей, и многие теперь имеют работу «белых воротничков» или занимаются политикой.
Антрополог Беверли Чиньяс объяснила в 1995 году, что в культуре сапотеков «идея выбора пола или сексуальной ориентации так же нелепа, как предположение о том, что человек может выбрать цвет своей кожи». Большинство людей традиционно рассматривают свой пол как нечто, данное им Богом (будь то мужчина, женщина или мукс), и лишь немногие мукси желают генитальной хирургии.
Линн Стивен пишет: «мукси-мужчины не называются „гомосексуалами“, но составляют отдельную категорию, основанную на гендерных признаках. Люди воспринимают их как обладателей мужского тела, но отличающихся от большинства обычных мужчин эстетическими, трудовыми и социальными навыками. Они могут иметь некоторые женские черты или сочетать в себе черты мужчин и женщин.» Если они выбирают мужчин в качестве сексуальных партнеров, то не обязательно такой считается гомосексуалом.

## Известные личности
В 2003 году 25-летняя Амаранта Гомес Регаладо из Хучитан-де-Сарагоса получила международную известность как кандидат в Конгресс от партии «México Posible» на выборах в штате Оахака. Её широкая платформа включала призывы к декриминализации марихуаны и абортов.
Лукас Авенданьо — начинающий художник, чья недавняя работа представляет собой странную перформативную интервенцию мексиканских националистических представлений, особенно женщин-сапотеков из Техуаны. Авенданьо, родившийся на перешейке, олицетворяет сложную идентичность муксов. Его переодевание пересекает ритуальные танцы с автобиографическими пассажами и действиями, в которых участвуют зрители, чтобы бросить вызов широко распространенному взгляду на гей-дружественную туземную культуру и указать на существование жизни, которая преодолевает боль и одиночество с самоутверждающей гордостью.
Марвен — продавщица продуктов питания, которую часто называют «Lady Tacos de Canasta». Её первым заметным появлением стало вирусное видео, снятое во время продажи еды на прайд-параде Marcha del Orgullo Gay 2016. С тех пор она набрала популярность и была представлена во многих средствах массовой информации. Она была показана в третьем эпизоде Taco Chronicles документального сериала Netflix 2019 года, в котором она говорит о своем бизнесе и поле. Она также была вовлечена в многочисленные инциденты с полицией в феврале и июле 2019.

## Документалистика
- The Guardian: Muxes — Mexico’s third gender на YouTube, 27 октября 2017 года (продолжительность — 12:40 минут; испанский язык с английскими субтитрами); Shaul Schwarz встречается с культурой и персонажами, которых он фотографировал в 2002—2006 гг).
- Ivan Olita: Define Gender — Muxes на 99.media, апрель 2017 (продолжительность — 9:22 минут; на испанском языке с английскими субтитрами).